# 인천공항중학교
인천공항중학교(仁川空港中學校)는 대한민국 인천광역시 중구 운서동에 있는 공립 중학교이다.

## 학교 연혁
- 2002년 1월 7일 : 인천공항중학교 설립 인가(3학급)
- 2002년 3월 1일 : 초대 엄기환 교장 취임
- 2002년 3월 5일 : 제1회 입학식(38명)
- 2003년 2월 13일 : 제1회 졸업식(27명)
- 2005년 2월 28일 : 인천공항고등학교에서 인천공항중학교로 분리 이전
- 2023년 3월 1일 : 학급 감축 인가(총 30학급, 특수학급2)
- 2024년 2월 1일 : 제22회 졸업식(307명, 총 6,212명)
- 2024년 3월 4일 : 제23회 입학식(251명)
- 2024년 9월 1일 : 제10대 정성미 교장 취임

## 참고 자료
- 인천공항중학교 - 한국교육학술정보원 학교알리미